# 마잔다란어
마잔다란어(마잔다란어: مازِرونی, Mazeruni) 또는 타바리어(تبری, Tabari)는 이란어군에 속하는 언어로, 이란의 북부이자 카스피해의 남안 일대인 마잔다란 주, 테헤란 주, 알보르즈 주, 셈난 주, 골레스탄 주에서 마잔다란인들이 사용한다. 어원상 남서부 어파로 분류되는 페르시아어보다는 같은 북서부 어파로 분류되는 길라키어에 더 가깝다.
형태론상 굴절어에 속하며, 문법적 성의 개념이 없다. 문장은 주로 SVO 어순으로 이루어지나, 굴절어의 특성에 따라, 간혹 방언 간의 차이에 따라 SOV 등의 다른 어순으로 이루어지기도 한다.

## 같이 보기
- 길란어